# 東米爾斯通 (新澤西州)
東米爾斯通（英語：East Millstone）是位於美國新澤西州薩默塞特縣的普查規定居民點。

## 人口
根據2020年美國人口普查的數據，東米爾斯通的面積為5.95平方千米，當中陸地面積為5.78平方千米，而水域面積為0.16平方千米。當地共有人口588人，而人口密度為每平方千米98.82人。